# Herminia atrilineella
Herminia atrilineella là một loài bướm đêm trong họ Noctuidae.